# Aloe humbertii
Aloe humbertii ist eine Pflanzenart der Gattung der Aloen in der Unterfamilie der Affodillgewächse (Asphodeloideae). Das Artepitheton humbertii ehrt den französischen Botaniker Jean-Henri Humbert (1887–1967).

## Beschreibung

### Vegetative Merkmale
Aloe humbertii wächst einfach und stammlos oder kurz stammbildend. Die dreieckigen Laubblätter bilden Rosetten. Die grüne Blattspreite ist 25 bis 30 Zentimeter lang und 5 bis 6 Zentimeter breit. Ihre Spitze ist gerundet und gezähnt. Die gelben Zähne am hornigen Blattrand stehen 3 bis 6 Millimeter voneinander entfernt.

### Blütenstände und Blüten
Der Blütenstand ist einfach oder besteht aus ein bis zwei Zweigen. Er erreicht eine Länge von 35 bis 40 Zentimeter (selten bis 80 Zentimeter). Die lockeren oder dichten Trauben sind 8 Zentimeter lang. Die lanzettlichen, kurz fein zugespitzten Brakteen weisen eine Länge von 11 Millimeter auf und sind 5 Millimeter breit. Blütenstiele sind nicht vorhanden. Die roten oder gelben und rot überhauchten, zylindrischen Blüte sind etwa 20 Millimeter lang. Ihre äußeren Perigonblätter sind auf einer Länge von 10 Millimetern nicht miteinander verwachsen. Die Staubblätter und der Griffel ragen kaum aus der Blüte heraus.

## Systematik und Verbreitung
Aloe humbertii ist im Süden von Madagaskar auf Silikatfelsen in Höhen von 1800 bis 1979 Metern verbreitet. Die Art ist nur von der Typusaufsammlung bekannt.
Die Erstbeschreibung durch Henri Perrier de La Bâthie wurde 1931 veröffentlicht.

## Nachweise